# Настуран
Настуран (от др.-греч. ναστός — уплотнённый и лат. uranium — уран; синонимы: Уранинит, урановая смоляная руда, урановая смолка, урановая смоляная обманка) — наиболее распространённый минерал урана. С точки зрения современной минералогии — устаревшее название, соответствующее скрытокристаллической морфологической разновидности минерального вида уранинит.

## Физико-химические свойства
Химическая характеристика варьирует от UO2 до U3O8. Вследствие окисления и радиоактивного распада в минерале содержится больше кислорода, чем это соответствует формуле UO2. Всегда содержит радий, актиний, полоний и другие элементы — члены радиоактивных рядов урана-235 и урана-238, находящихся в вековом равновесии. Назван по химическому составу.
Относится к кубической сингонии. Кристаллическая структура соответствует решётке флюорита. Класс симметрии гексаоктаэдрический mЗm.
Цвет смоляно-чёрный, иногда со слабым зеленоватым оттенком, или коричневый. Блеск полуметаллический, жирный, чаще смоляной. Непрозрачен. Твёрдость: 4—6. Хрупкий. Плотность: 7,5—10,6. Спайность по (111) несовершенная, редко заметна. Излом раковистый. Образует сливные плотные массы, вкрапленность в прожилках и линзах, гроздевидные и почковидные формы агрегатов. Изредка — в кубических кристаллах. Сильно радиоактивен из-за содержания дочерних продуктов распада урана-235 и урана-238, в первую очередь, радия (химически очищенный природный уран обладает низкой радиоактивностью). Является источником радиоактивного инертного газа радона-222, представляющего радиобиологическую опасность и являющегося наиболее опасным канцерогеном. Растворяется в сильных кислотах (с трудом — в соляной). Сопутствующие минералы: урановые слюдки, галенит, молибденит, минералы меди, кобальта, никеля, висмута, касситерит, самородные серебро и золото, флюорит, гематит, карбонаты. Встречается главным образом в гидротермальных жилах, иногда образуется в гипергенных условиях. Плотные агрегаты (настуран) называют также смоляной обманкой, порошковатые массы и сажистые налёты (в смеси с другими минералами урана) — урановыми чернями. Является основной урановой рудой.

## Месторождения
Важным месторождением минерала является Большое Медвежье озеро в Северо-Западном округе Канады, где присутствуют также и серебряные руды. Некоторые месторождения руд с наиболее высоким содержанием урана находятся в бассейне реки Атабаска (Канада), к северу от Саскачевана. Известны месторождения в Австралии, Германии, Англии и Южной Африке. В США — в штатах Нью-Гемпшир, Коннектикут, Северная Каролина, Вайоминг, Колорадо и Нью-Мексико, в России — в районе Пятигорска (северо-запад горы Бештау).

## Из истории
Первое своё название настуран получил в XVII веке: в Саксонии того времени его называли «пехбленде» (нем. Pechblende), то есть смоляная обманка (в переводе с немецкого «pech» означает «смола», «blende» — «обманывать»). На протяжении значительного периода минерал не вызывал у учёных особого интереса, однако в 1789 году немецкому химику Клапроту удалось выделить из него новый элемент, который он окрестил ураном в честь планеты Уран.
В 1898 году супруги Пьер и Мария Кюри смогли выделить из настурана, добытого в месторождении Иоахимсталь (Чехия), элементы полоний и радий. Эта находка сделала настуран объектом исследований самых передовых и мощных лабораторий того времени и превратила его в один из самых важных минералов современности.